# XXVI Esposizione internazionale d'arte di Venezia
La 26ª Biennale Internazionale d'Arte di Venezia ebbe luogo dal 14 giugno al 19 ottobre 1952.

## Artisti partecipanti
- Kenneth Armitage,
- Umberto Boccioni,
- Émile-Antoine Bourdelle,
- Reginald Butler,
- Alexander Calder,
- Carlo Carrà,
- Felice Casorati,
- Lynn Chadwick,
- Constant Permeke,
- Camille Corot,
- Stuart Davis,
- Theo van Doesburg,
- Raoul Dufy,
- James Ensor,
- Nino Franchina
- Xaver Fuhr,
- Franco Gentilini,
- Francisco de Goya,
- Max Gubler,
- Renato Guttuso,
- Erich Heckel,
- Edward Hopper,
- Ernst Ludwig Kirchner,
- Alfred Kubin,
- Fernand Léger,
- Leoncillo Leonardi,
- Jacques Lipchitz,
- Gerhard Marcks,
- Marino Marini,
- Henry Moore,
- Piet Mondrian,
- Giorgio Morandi,
- Otto Mueller,
- Emil Nolde,
- Marina Nunez Del Prado,
- Max Pechstein,
- Fausto Pirandello,
- Germaine Richier
- Filippo de Pisis,
- Anna Salvatore,
- Karl Schmidt-Rottluff,
- Luis Sacilotto,
- Atanasio Soldati,
- Chaïm Soutine,
- Graham Sutherland,
- Henri de Toulouse-Lautrec,
- Max Unhold,
- Emilio Vedova,
- Theodor Werner,
- Fritz Wotruba,
- Tono Zancanaro,
- Carlo Dalla Zorza
- Mario Tozzi